# Eline Roebers
Eline Roebers est une joueuse d'échecs néerlandaise née en 2006 à Amsterdam.
Au 1er janvier 2024, elle est la meilleure joueuse néerlandaise et la 82ème joueuse mondiale avec un classement Elo de 2381 pointset un meilleur classement de 2421 points.
Elle a remporté le championnat du monde des moins de 14 ans en 2020 disputé en ligne.
Lors du championnat d'Europe d'échecs des nations de 2021, elle remporte la médaille de bronze individuelle au deuxième échiquier.
Lors du Tata Steel Chess 2024, elle bat le grand maître Hans Niemann malgré un classement Elo de 2692 points pour celui-ci.